# Habitatge al carrer de Santa Anna, 21 (Tortosa)
L' Habitatge al carrer de Santa Anna, 21 és una obra de Tortosa inclosa a l'Inventari del Patrimoni Arquitectònic de Catalunya.

## Descripció
Habitatge entre mitgeres que consta de planta i tres pisos. La façana té un amplada de 5m. La façana consta d'una porta central gran i dues de petites al costats amb tarja quadrangular a sobre (allindades les laterals i de mig punt la central). Als pisos s'obre en tots un balcó central, més gran el del segon pis, i dues finestres laterals. A sobre del tercer pis encara hi ha golfes amb finestres obertes. La teulada sobresurt només a l'exterior en forma de teules de canal. El mur és de carreus de pedra molt desiguals i als pisos de maó de pla; tot el parament arrebossat.